# لي إرفين
لي إرفين (بالإنجليزية: Lee Erwin) (19 مارس 1994 في المملكة المتحدة - ) هو لاعب كرة قدم بريطاني في مركز الهجوم. شارك مع منتخب اسكتلندا تحت 17 سنة لكرة القدم ومنتخب اسكتلندا تحت 19 سنة لكرة القدم. أما مع النوادي، فقد لعب مع ليدز يونايتد ونادي بوري ونادي ماذرويل ونادي اربوراث والعهد اللبناني، وفي يونيو 2025 وقع عقدًا مع مع نادي الفيصلي الأردني.

## وصلات خارجية
- لي إرفين على موقع قاعدة بيانات كرة القدم.إي يو (الإنجليزية)
- لي إرفين على موقع Soccerbase.com (لاعب) (الإنجليزية)
- لي إرفين على موقع Soccerway.com (الإنجليزية)